# Jean de la Loë
Jean de la Loë est un juriste français habitant à Bourges. Il est le dernier rédacteur du Coutumier de Berry.

## Biographie
Jean de la Loë est le fils d'un autre Jean de la Loë, probablement originaire de Bretagne où le nom était alors orthographié La Louette. 
En 1429, Jeanne d'Arc et Monsieur d'Albret, comte de Gaure et de Dreux font le siège de La Charité-sur-Loire et réclament au roi Charles VII 1300 écus d'or afin de pouvoir continuer le siège de la ville. Afin de se procurer cette somme, le roi fait mettre aux enchères la Ferme du Treizième du Vin. C'est Guillaume de Bastard, licencié en droit civil et canon et lieutenant-général pour le bailli de Berry qui organise les enchères que remporte Jean de la Loë, bourgeois de Bourges, pour la somme de 2000 livres tournois, rendant ainsi grand service à son souverain. 
Jean de la Loë sera, de 1434 à 1442, lieutenant-général du bailli de Berry à la suite de son beau-père Guillaume de Bastard, bien qu'il ne soit pas lui-même diplômé en droit. En 1442, "à cause de son extrême vieillesse, caducité & maladies qui l'empechoient de vaquer au fait de sa Charge, & de faire les Chevauchées, esquelles les Lieutenants generaux étoient lors tenus" nous dit La Thaumassière. Il est alors remplacé par M. David Chambellan.
Jean de la Loë occupe alors le porte de Maître des requêtes ordinaires de l'Hôtel du Roi.
Jean de la Loë épouse donc la fille de Guillaume de Bastard dont le nom n'est pas connu et sera le père Jeanne de la Loë. Sa fille épouse en premières noces Pierre Godart, marchand associé à Jacques Cœur, puis en 1455, Étienne Vallée, procureur du Roi à Bourges. 